# Madetjärvi (Gällivare socken, Lappland, 741633-170836)
Madetjärvi är en sjö i Gällivare kommun i Lappland och ingår i Råneälvens huvudavrinningsområde. Sjön har en area på 0,0624 kvadratkilometer och ligger 418,7 meter över havet.

## Delavrinningsområde
Madetjärvi ingår i det delavrinningsområde (741683-171028) som SMHI kallar för Mynnar i Rutnajoki. Medelhöjden är 409 meter över havet och ytan är 16,65 kvadratkilometer. Räknas de 3 avrinningsområdena uppströms in blir den ackumulerade arean 34,49 kvadratkilometer. Harrejåkkå som avvattnar avrinningsområdet har biflödesordning 3, vilket innebär att vattnet flödar genom totalt 3 vattendrag innan det når havet efter 186 kilometer. Avrinningsområdet består mestadels av skog (60 procent) och sankmarker (36 procent). Avrinningsområdet har 0,39 kvadratkilometer vattenytor vilket ger det en sjöprocent på 2,3 procent.